# Dorothy Bohm
Dorothy Bohm, nata Dorothea Israelit (Königsberg, 22 giugno 1924 – Londra, 15 marzo 2023), è stata una fotografa britannica di origini tedesche, ebraico e lituane.

## Biografia
Figlia di Tobias e di Ethel Meirovich, nacque nella città di Königsberg, nella Prussia che all'epoca era parte dell'Impero tedesco. La città è diventata Kaliningrad nel 1946 al termine della seconda guerra mondiale, parte dell'URSS. La sua famiglia si spostò in Lituania, dapprima a Mamel (divenuta in seguito Klaipėda) e a Šiauliai, dove vissero tra il 1932 e il 1939. Bohm ricorda che suo padre, un ricco industriale, l'accompagnò a prendere il treno nel 1939 perché raggiungesse l'Inghilterra, da sola a 14 anni, e sfuggisse all'invasione dei nazisti. Fu alla stazione, in attesa della partenza del treno, che il padre, appassionato fotografo, le diede la sua Leica dicendole che forse le sarebbe tornata utile. Al suo arrivo entrò in un collegio nel villaggio di Ditchling nel Sussex. 
Lei cambiò il proprio nome in Dorothy e, siccome aveva necessità di guadagnare, un suo cugino le consigliò di andare a lavorare nello studio di una fotografa ritrattista Germaine Kanova a Londra, allora molto famosa, e ne rimase molto colpita, tanto da decidere di diventare anche lei fotografa. A causa dei bombardamenti dei nazisti su Londra decide di trasferirsi e di frequentare l'Istituto di scienza e tecnologia dell'Università di Manchester, laureandosi nel 1942 in fotografia, mentre il fratello maggiore Igor studiò al Brighton College. In quella Università di Manchester conobbe Louis Bohm, il futuro marito, che avrebbe sposato nel 1945.
Perse ogni contatto con la famiglia fino al 1961. In quell'anno andò in Unione Sovietica per trovare i suoi genitori a Riga, ma il padre viveva internato in un gulag in Siberia dal 1940, mentre la madre e la sorella minore furono rinchiuse in un campo femminile, anche loro in Siberia. Bohm riuscì a portare tutta la famiglia in Inghilterra nel 1963.
Dopo aver lavorato in uno studio fotografico, nel 1946 fu in grado di aprire un proprio atelier, lo Studio Alexander. Nel medesimo anno anno sposò Louis Bohm, un altro immigrato prussiano, amico universitario di suo fratello. Nel 1947 prese la cittadinanza inglese. Per i successivi quattro anni, gli introiti del lavoro della fotografa furono in grado di sostenere il dottorato del marito in chimica, prima che lui si affermasse. Il successo del marito ed i suoi continui spostamenti per lavoro consentirono a Dorothy di vendere lo studio nel 1958, di seguire il marito e di dedicarsi alla fotografia e alla famiglia. Nel 1957 nacque la figlia Monica e nel 1960 l'altra figlia Yvonne. In quegli anni visse a Parigi, New York, San Francisco e nel 1956 si recò in Messico per la prima volta dove incontrò il fotografo Manuel Álvarez Bravo, il quale fotografava in bianconero sostenendo che il Messico aveva già troppi colori di suo, quel paese ebbe l'effetto contrario su Bohm che per la prima volta fotografò a colori.
Lasciò la ritrattistica verso la fine degli anni Cinquanta per dedicarsi alla fotografia di strada in bianconero, anche se lei si considerava di appartenere a quella generazione di fotografi che ambivano a mostrare la condizione umana in tutti i suoi aspetti. Bohm ha descritto la sua opera di quel periodo come "la fotografia soddisfa il mio profondo bisogno di impedire alle cose di scomparire. Rende la transitorietà meno dolorosa... Ho cercato di creare ordine dal caos, di trovare stabilità nel flusso e bellezza nei luoghi più improbabili". Infatti, Bohm non amava essere descritta come una street photographer. Il suo lavoro ottenne un notevole successo di pubblico e critica quando fu esposto, nel 1969, con quello di Don McCullin, Tony Ray-Jones e Enzo Ragazzini all'Institute of Contemporary Arts di Londra. Le foto di Bohm furono oggetto di oltre trenta mostre nei decenni successivi a Parigi, Gerusalemme, Milano e Berlino, e in varie gallerie britanniche tra cui la Royal Photographic Society e il Victoria and Albert Museum di Londra. 
La Fondazione della Photographers' Gallery, una delle più grandi in Inghilterra, se non in Europa, la nominò direttrice associata nel 1971 e vi rimase per quindici anni nel corso dei quali ebbe modo di conoscere molti grandi fotografi e stringere amicizie, tra cui Bill Brandt, Arnold Newman, George Rodger, Josef Koudelka, e tenne a battesimo alcuni giovani promettenti come Fay Godwin, Markéta Luskačová, Martin Parr e contribuendo attraverso la ricerca di copiose donazioni ad implementare e a rendere prestigiosa la biblioteca della stessa Fondazione. Negli anni Ottanta incontrò il fotografo André Kertész il quale la incoraggiò ad abbracciare il colore in occasione di un viaggio in oriente. Nel 1984 decise di utilizzare una Polaroid SX-70 con negativi a colori e per due anni usò soltanto quelli, continuando in seguito a scattare a colori, mantenendo al centro del suo interesse la figura umana, per quanto le immagini diventassero un po' più pittoriche e ambigue, talvolta al limite dell'astrazione, una poesia venata di surrealismo. L'ultima retrospettiva, la più ampia sul lavoro di 70 anni della fotografa, è stata realizzata al Brighton Museum & Art Gallery nel 2022.
Louis morì nel 1994. Le sue fotografie sono conservate presso la Tate, Victoria and Albert Museum e il Museo Carnavalet. Dorothy Bohm morì a 98 anni, nel 2023.

## Pubblicazioni
- Walks Around London: A Celebration of the Capital, Deutsch, 1986 - ISBN 978-0233979793
- Egypt, Thames & Hudson, 1989 - ISBN 978-0500541500
- Venice, Thames & Hudson, 1992 - ISBN 978-0500541715
- Dorothy Bohm: Colour Photography 1984-1994, Photographers' Gallery, 1994 - ISBN 978-0907879442
- Walls & Windows: Colour Photography by Dorothy Bohm, Lund Humphries Pub Ltd, 1998 - ISBN 978-0853317180
- Inside London, Lund Humphries Pub Ltd, 2000 - ISBN 978-0853317807
- Un amour de Paris, Paris-Musees, 2005 - ISBN 978-2879008967
- Ambiguous Realities: Colour Photographs by Dorothy Bohm, Ben Uri Gallery The London Jewish Museum of Art, 2007 - ISBN 978-0900157103
- About Women: Photographs by Dorothy Bohm, Dewi Lewis Publishing, 2015 - ISBN 978-1907893810